# ویژن (مارول کامیکس)
ویژن (به انگلیسی: Vision) یک شخصیت خیالی ابرقهرمان در کتاب‌های کامیک منتشر شده توسط مارول کامیکس است. او دومین ابرقهرمانی است که این عنوان را به یدک می‌کشد و توسط اولتران براساس نسخهٔ اولیه ویژن با هدف نابودی انتقام‌جویان ساخته شده‌است. نخستین ویژن بیگانه‌ای بود که توسط جو سایمون و جک کربی خلق شده‌است و برای اولین بار در مارول میستری کامیک شمارهٔ ۱۳ (نوامبر ۱۹۴۰) حضور پیدا کرد. دومین ویژن یک اندروید، و یکی از اعضاء انتقام‌جویان است که توسط روی توماس و استن لی خلق شده‌است و برای اولین بار در شمارهٔ ۵۷ از انتقام‌جویان (اکتبر ۱۹۶۸) حضور پیدا کرد. سومین ویژن نیز مسافری در زمان با نام آیرن لد بود که در نهایت با سیستم عامل دومین ویژن درآمیخت.
پل بتانی نقش این شخصیت را در فیلم‌های انتقام‌جویان: عصر اولتران (۲۰۱۵)، کاپیتان آمریکا: جنگ داخلی (۲۰۱۶) و انتقام‌جویان: جنگ ابدیت (۲۰۱۸) ایفا کرده‌است. همچنین او در مینی‌سریال وانداویژن نیز ایفای نقش کرده است.

## خصوصیات ظاهری
ویژن دست‌ها و سر بنفش مایل به قرمز و فاقد مو دارد و شنل بلند و زرد رنگی به تن می‌کند. رنگ لباس او سبز کم‌رنگ است. ویژن در پیشانی‌اش سنگ ذهن را دارد و بدون این سنگ زنده نمی‌ماند.